# St. Clemens Romanus (Marklohe)

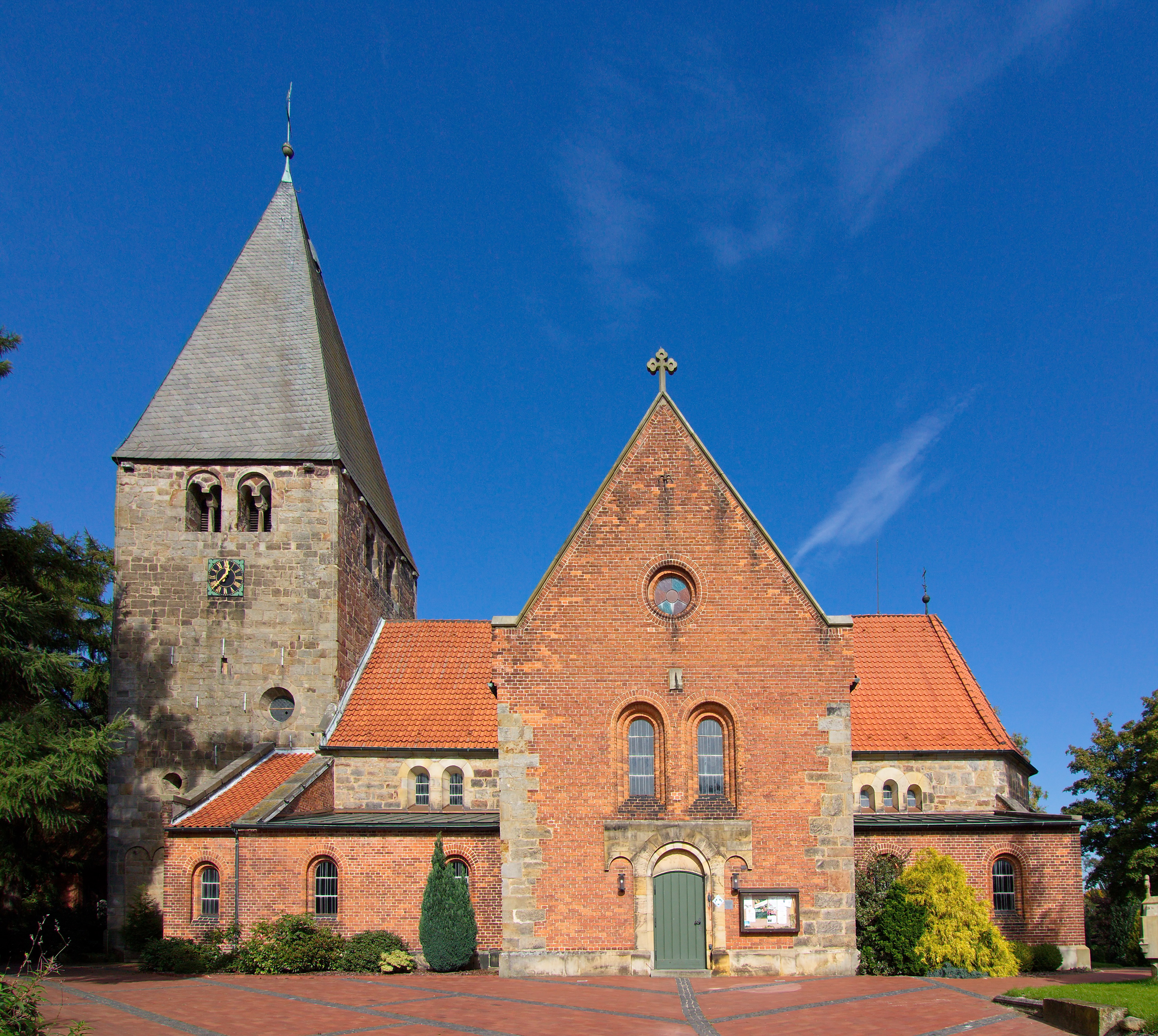
St. Clemens Romanus

Die ehemalige Archidiakonatskirche St. Clemens Romanus in der Samtgemeinde Marklohe, Landkreis Nienburg, gehört zum Kirchenkreis Nienburg der Evangelisch-lutherischen Landeskirche Hannovers.

## Geschichte und Baubeschreibung
Der romanischen Basilika auf dem Grundriss eines griechischen Kreuzes ist ein quadratischer Westturm vorgelagert. Dieser enthält die ältesten, aus Portasandstein aufgemauerten Bauteile, vielleicht noch aus dem 11. Jahrhundert. In der ersten Hälfte des 13. Jahrhunderts wurde in den Turm eine Wölbung eingezogen und wesentliche Teile des Kirchenschiffs erstellt. Die Wölbung des Chors und sein polygonaler, dreiseitiger Abschluss aus Feldsteinmauerwerk gehören dem 15. Jahrhundert an. 
Die Kirche bekam 1860/64 neuromanische, flachgedeckte Seitenschiffe aus Backstein. Conrad Wilhelm Hase war für die Restaurierung der Querhausgiebel, Altar und Tabernakel der Kirche, den Einbau von Emporen und den Neubau des Mausoleums der Familie von Arensdorff als westlichen Anbau an den Turm verantwortlich. Sie wurde 1985 bis 1989 restauriert, wobei dem Turm die Eckstrebepfeiler genommen wurden. An den Tympana des Turms zeigen romanische Flachreliefs das Opfer von Kain und Abel (Gen 4,3–5 ) und den Brudermord Kains (Gen 4,8 ) und über dem Portal des südlichen Querhauses Abschaloms Tod an einem Baum (2 Sam 18,9–15 ).

## Ausstattung

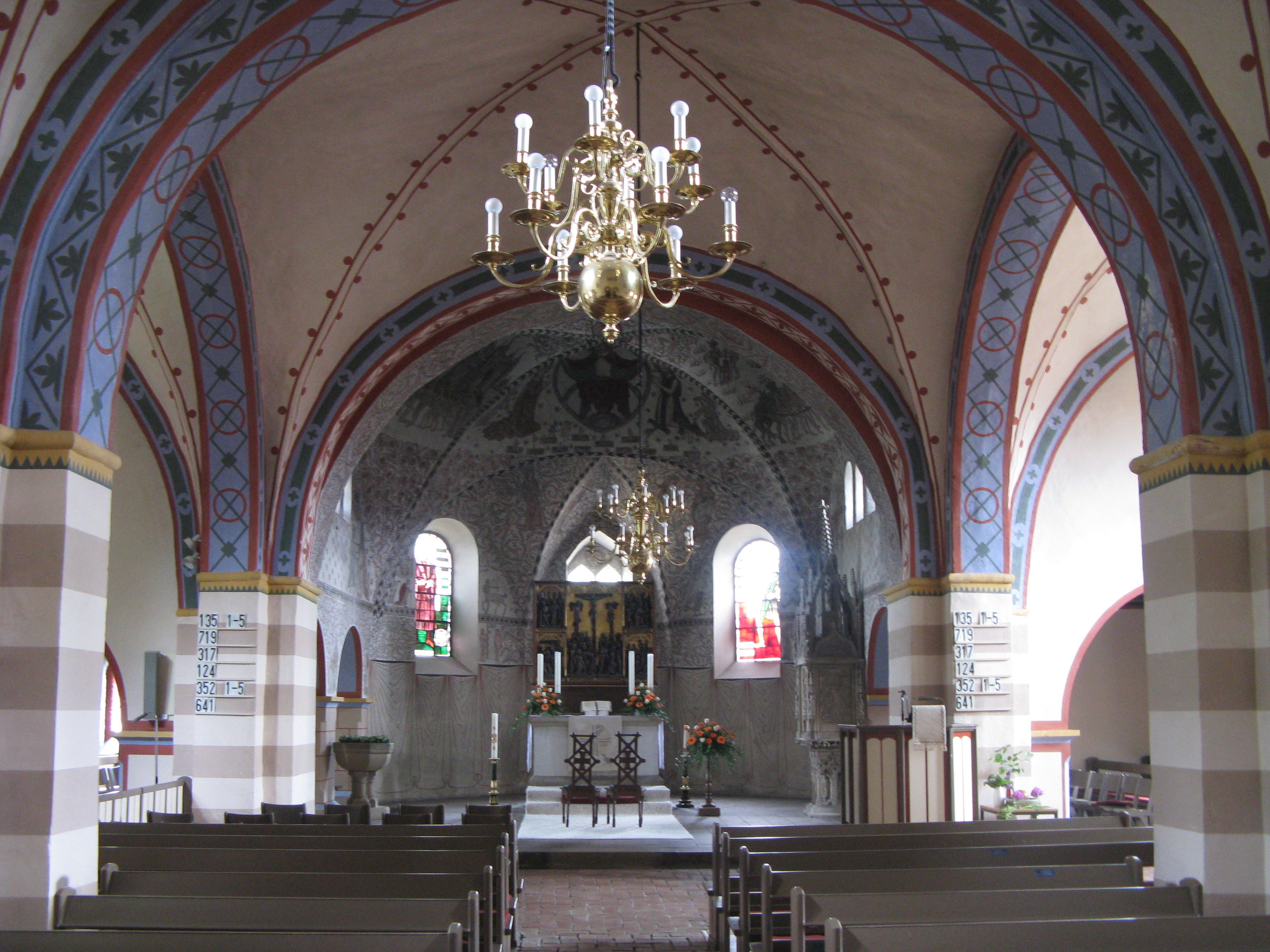
Innenraum mit Altar und Chorausmalung der Spätgotik

### Schnitzaltar
Der spätgotische Schnitzaltar aus dem Anfang des 16. Jahrhunderts ist vermutlich nach der Reformation seiner Flügel beraubt worden. Erhalten blieb die mittlere figurenreiche Golgota-Szene der Kreuzigung Jesu und der beiden Schächer. Rechts vom Kreuz fangen Johannes und Maria, die Frau des Kleophas die ohnmächtig werdende Mutter Gottes auf. Am Fuß des Kreuzes kniet mit zum Gebet erhobenen Händen Maria Magdalena. Zur Rechten des Kreuzes ist der römische Hauptmann Longinus zu sehen, der Jesus mit der Lanze in die Seite stach und nach der Legende durch das aus Jesu Brust herausspritzende Blut und Wasser von seiner Augenschwäche geheilt wurde. Er bezeugt Jesus als Sohn Gottes. Links sieht man Stephaton, der Jesus den Schwamm reichte, als er rief: „Mich dürstet“ (Joh 19,25–35 ).
Rechts von der Mitte ist oben Jesus vor Pontius Pilatus dargestellt, dem seine Frau davon abrät, Jesus zu verurteilen. Links oben trägt Jesus das Kreuz. Oberhalb des Kreuzesschafts ist vermutlich Veronika zu sehen.
Rechts unten wird Jesus vom Kreuz abgenommen. Maria und Johannes wohnen der Kreuzabnahme bei, wobei Maria sich abwendet. Links unten ist der Abstieg Christi in die Unterwelt dargestellt. Christus als übergroßer Lebender steht auf den zerbrochenen Torflügeln der Hölle, unter denen der Teufel begraben ist. Adam, Eva und weitere Menschen verlassen die Vorhölle, von zeternden Teufeln umgeben.

### Sakramentshäuschen
Das turmartige Sakramentshäuschen wurde 1521 vielleicht in der Werkstatt des Meisters von Osnabrück angefertigt. Geschmückt ist die steinerne Schauarchitektur mit dem Wappen des Grafen Jobst II. von Hoya mit den beiden Bärentatzen und dem Wappen seiner Mutter Ermengarda zur Lippe, Tochter von Bernhard VII. mit der lippischen Rose. Am Schaft des Sakramentshäuschens sind der Apostel Jakobus der Ältere mit Pilgerhut und Pilgerstab, die heilige Katharina von Alexandrien, die Apostel Andreas mit dem Andreaskreuz und Matthias mit dem Beil zu sehen. Am eigentlichen Sakramentshäuschen befinden sich die Figuren des hl. Antonius, des Abts und Wüstenvaters, mit einem Ferkel zu seinen Füßen und dem „heiligen Feuer“ bzw. „Antoniusfeuer“ (Mutterkornvergiftung) in seiner Rechten, Anna selbdritt, nebst Maria mit dem Jesuskind, St. Clemens Romanus mit der Tiara auf dem Kopf und seinem Attribut, dem Anker, zu Füßen, in der Rechten ein Buch und in der Linken den Bischofsstab. Mit dem Anker wurde er während der Zeit der Christenverfolgung in Rom ertränkt. Clemens gilt je nach Zählung als der dritte oder vierte Papst im 1. Jahrhundert, auch wenn die Bezeichnung Papst erstmals nach 384 verwendet wurde. Den Abschluss bilden ein Bischof oder Abt, der nicht näher zu bestimmen ist, und Maria Magdalena mit dem Salbentopf in Händen. Der obere Aufsatz mit den Aposteln Petrus und Paulus sowie der Christusfigur entstammt dem 19. Jahrhundert. Er wurde 1864 vom Hannoverschen und Großbritannischen König Georg V. finanziert.

### Chorausmalung
Bedeutend ist die Ausmalung des Chors. Sie wurde 1907/08 von Reinhold Ebeling freigelegt, restauriert und „im hohen Maße ergänzt“ (Georg Dehio). Laut Pastorin Gabriele Matthias entstammen die Bilder dem Jahr 1520. Denn im Jahr zuvor war Graf Jobst II. von Hoya aus dem Exil beim Grafen Edzard von Ostfriesland in Ostfriesland zurückgekommen, nachdem der Kaiser ihm nach einer Zahlung von 36.000 Goldgulden gestattet hatte, seine Grafschaft wieder in Besitz zu nehmen.
Über dem Altar ist Christus in der Mandorla als Weltenrichter dargestellt, zu seiner Rechten in fürbittender Haltung kniend die gekrönte Gottesmutter Maria und zu seiner Linken der Vorläufer Johannes der Täufer; hinter beiden Engel, die Posaune blasen. Unter ihnen entsteigen Menschen ihren Gräbern, direkt unter Maria ein Gekrönter, eventuell Graf Jobst I. von Hoya, der Vater von Jobst II. Unter Johannes befördert ein Teufel mit einer Mistforke ein nacktes Menschenpaar direkt vom Grab in die Hölle, eventuell eine Frau, die ihr krankes Kind auf dem Rücken trägt.
Zur Rechten ist der Himmel als Gottesburg mit Türmen, Mauern und Zinnen dargestellt. Über ihr ist die Marienkrönung zu sehen, die Gottvater zu Marias Rechten und Christus zu ihrer Linken gemeinsam vornehmen. Über ihnen schwebt der Heilige Geist in Form einer Taube.
Auf den Mauern stehen musizierende Engel. Das noch verschlossene Himmelsportal schließt Petrus mit seinem Schlüssel gerade auf und ergreift gleichzeitig mit seiner Linken die Hand des Grafen Jobst II. von Hoya, der die zwölfstufige Treppe zur Paradiespforte schon erklommen hat. Hinter ihm folgen seine gekrönte Frau Anna von Gleichen und vor ihm seine kleine Tochter; hinter der Frau Engel, die die nackten Auserwählten einlassen bzw. sie beschützen (vgl. In paradisum). Auf der anderen Seite erklimmen zwei rot gekleidete Männer, eine Nonne und ein Abt oder Bischof die Treppe. Interessanterweise führt der Abt oder Bischof die Gruppe nicht an; hinter ihnen wieder Engel beim Einlass bzw. Schutz weiterer nackter Auserwählter.
Zur Linken des Weltenrichters befindet sich der weit aufgerissene Höllenschlund mit jeweils zwei Stoßzähnen unten und oben. Zwei Teufel sind gerade dabei, eine sich widersetzende Frau in den Höllenrachen zu bringen. Weitere Teufel führen eine Gruppe mit einer Kette zusammengehaltener Verdammter zur Hölle. Bei den Verdammten sind die Frauen in der Überzahl. Oberhalb der Gruppe hilft ein Löwe einem Teufel, eine Frau zu überwältigen. Der Löwe steht vielleicht als Wappentier für die Welfen, die das siebenjährige Exil Jobsts II. in Ostfriesland verursacht hatten. Neben der Löwengruppe ist die berühmte „Butterhexe“ zu sehen. Pastorin Gabriel vermutet, es handele sich bei ihr um ein „Teufelsweib“, das Männern den Kopf verdreht habe, mithin um eine Hexe oder Prostituierte.
Gegenüber dem Weltgericht sind inmitten von Rankenwerk mit Blüten in Medaillons die Symbole der vier Evangelisten, der Mensch für Matthäus, der Löwe für Markus, der Stier für Lukas und der Adler für Johannes dargestellt. Sie umgeben das Lamm Gottes. Die Texte auf den Schriftbändern sind nur noch teilweise lesbar.
Im Gewölbe hinter dem Altar sind inmitten von Rankenwerk die Heiligen Katharina von Alexandrien mit Rad und Schwert, Maria Magdalena mit dem Salbentopf, Lucia von Syrakus mit dem Schwert in ihrer Kehle und einer Hostie mit dem Kürzel für Jesus in der Hand, Barbara mit dem Turm in ihrer Linken und der Märtyrerpalme in der Rechten, Margareta von Antiochien mit dem Kreuzstab in ihrer Rechten, die den Drachen tötet, den sie in der Linken mit einer Kette wie ein Hündchen führt, Apollonia von Alexandria mit der Bibel in der Linken und mit einer Zange nebst Zahn in der Rechten. Den Abschluss dieser Gruppe bildet der Evangelist Johannes mit dem Kelch in seiner Hand. Die Schlange im Kelch, die das Gift symbolisiert, mit dem der Apostel getötet werden sollte, wurde erst bei der Restaurierung in den 1960er Jahren ergänzt.
Die Heiligen galten im Mittelalter als Fürsprecher in bestimmten Krankheiten und Notlagen. So half Katharina gegen Zungenkrankheiten, Maria Magdalena gegen Augenkrankheiten, Lucia gegen Halsschmerzen, Infektionen und Blutfluss, Barbara in Todesnot und Sterben, Margareta bei Schwangerschaft und Geburt, Apollonia gegen Zahnleiden, und Johannes der Evangelist war zuständig für Fruchtbarkeit.
Neben dem Luther-Fenster ist Veronika mit dem Schweißtuch dargestellt. Unter ihr sieht man einen gebückten König mit Purpurmantel, Krone und Weltkugel. Das soll auf die Legende zurückgehen, dass Veronika das Schweißtuch mit dem darauf abgebildeten Gesicht Jesu Papst Clemens, dem Markloher Kirchenpatron, geschenkt habe, und dieser habe Kaiser Tiberius damit von schwerer Krankheit geheilt. Bilder wie das Schweißtuch der Veronika könnten einer der Gründe gewesen sein, weshalb man die „papistischen Bilder“ aus lutherischen Kirchen beseitigte. Denn das Bild des Schweißtuchs wurde im ersten Heiligen Jahr 1300 mit einem Ablassprivileg versehen.
An den Wänden sind aus dem Alten Testament der Sündenfall, die Vertreibung aus dem Paradies und das Opfer Isaaks durch seinen Vater Abraham (Gen 22,1–19 ) dargestellt. Aus dem Neuen Testament sind die Verkündigung, die Geburt, die Kreuzigung und die Auferstehung Jesu zu sehen. Maria wird bei der Verkündigung als weise, fromme Frau dargestellt, die im Gebet versunken ist. Der Engel überreicht ihr eine Lilie, das Symbol der Reinheit. Das unterstreicht die Jungfrauengeburt. Von oben kommt der Heilige Geist in Gestalt der Taube auf Maria herab, Symbol für die jungfräuliche Empfängnis Jesu vom Heiligen Geist (Lk 1,34–35 ). In der Geburtsszene liegt das Jesuskind nicht in der Krippe, sondern auf dem Boden. Das geht auf die Vision der hl. Birgitta von Schweden zurück. Unter dem Kreuz stehen Jesu Mutter Maria und der Lieblingsjünger Johannes auf der rechten und Maria Magdalena auf der linken Seite.
Im Rankenwerk befindet sich ein Kentaur, ein Mischwesen aus Tier und Mensch, Symbol des Teufels, den man nach mittelalterlicher Vorstellung durch die Darstellung bannte, d. h. am bösen Tun hinderte. Weiter sieht man ein Einhorn, das nach dem Physiologus nur zu fangen ist, wenn es sein Horn in den Schoß einer Jungfrau legt. Nach christlicher Interpretation ist es ein Sinnbild der Menschwerdung Jesu im Schoß seiner Mutter Maria. Unter dem Einhorn signierte Reinhard Ebeling als Restaurator im Jahr 1907. Der Greif, ein Mischwesen von Adler und Löwe, ist ein Symbol für Christus, den „König des Himmels und der Erde“. Ein meditierender bärtiger Mönch, ein Dudelsackspieler und ein Flötenspieler mit einem Rotkehlchen auf der Flöte u. a. m. runden das Bild.

### Glocken
Im Turm hängt ein historisch bedeutendes dreistimmiges Geläute. Die beiden großen Kirchenglocken hätten im Zweiten Weltkrieg zusammen mit 14 anderen aus dem Umkreis abgegeben werden müssen. Der beherzte Nienburger Spediteur Friedrich Göllner versteckte aber alle Glocken in seinem Lager, sodass diese nach dem Ende des Zweiten Weltkriegs wieder an ihren ursprünglichen Platz zurückkehrten. Die kleinste und älteste Glocke blieb verschont und musste nicht abgegeben werden.
|             | Glocke 1 | Glocke 2   | Glocke 3   |
| ----------- | -------- | ---------- | ---------- |
| Durchmesser | 130 cm   | 104 cm     | 58 cm      |
| Gewicht     | 1193 kg  | ca. 680 kg | ca. 120 kg |
| Gießer      | Radler   | Radler     | Unbekannt  |
| Gussjahr    | 1925     | 1886       | 14. Jh.    |
| Ton         | des′+6   | f′+12      | as″-8      |

## Grabmäler

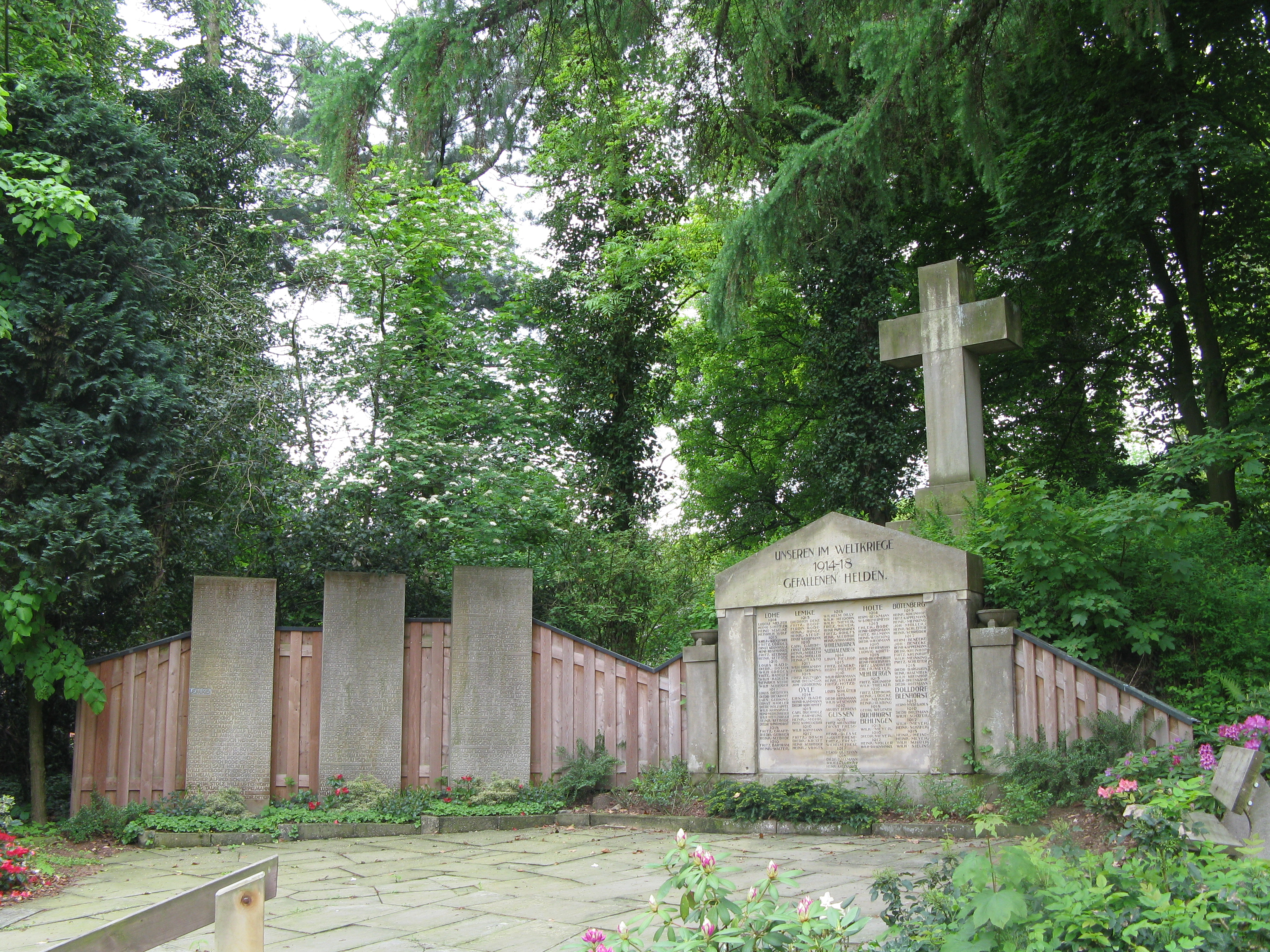
Ehrenmäler beider Weltkriege mit Gefallenen aus den Nachbardörfern

Rund um die Kirche finden sich verschiedene Grabmäler und Kriegerdenkmäler. Unter anderem befindet sich jeweils eine Grabplatte von Luise Auguste Wilhelmine Albertine von Arenstorff, Tochter von Adolph von Voß und ihrem Ehemann Jaspar Carl Willhelm Gustav von Arenstorff, die posthum Großeltern von Hans Adolf von Arenstorff waren, an der Kirche. Dazu finden sich Ehrenmäler zu den Deutschen Einigungskriegen, dem Ersten Weltkrieg und dem Zweiten Weltkrieg.